# Lucio de Cirene
Lucio de Cirene fue, según el Libro de los Apóstoles, uno de los fundadores de la Iglesia cristiana en Antioquía de Siria. Él es mencionado por su nombre como miembro de la iglesia, después de la muerte del rey Herodes: 

Había, entonces, en la iglesia que estaba en Antioquía, profetas y maestros: Bernabé, Simón el que se llamaba Niger, Lucio de Cirene, Manaén el que se había criado junto con Herodes el tetrarca, y Saulo. [Hechos 13:1 NAB].

Lucio está indicado como uno de los fundadores de una deducción en un pasaje anterior: 

Ahora bien, los que habían sido esparcidos a causa de la persecución que hubo con motivo de Esteban pasaron hasta Fenicia, Chipre y Antioquía, no hablando a nadie la palabra, sino sólo a los judíos. Pero había entre ellos unos varones de Chipre y de Cirene, los cuales, cuando entraron en Antioquía, hablaron también a los griegos, anunciando el evangelio del Señor Jesús. [Hechos 11:19,20 NAB].

Se suponía que debía haber sido el primer obispo de Cirene.
Hay un Lucio mencionado también en Romanos 16:21, pero no hay manera de saber si esta es la misma persona.